# Великая Рублёвка
Великая Рублёвка или Большая Рублёвка (укр. Велика Рублівка) — село, Великорублевский сельский совет, Полтавский район, Полтавская область, Украина.
Код КОАТУУ — 5322280801. Население по переписи 2001 года составляло 1485 человек.
Является административным центром Великорублевского сельского совета, в который входят 29 сел.

## Географическое положение
Село Великая Рублевка находится на левом берегу реки Мерла,
выше по течению на расстоянии в 3,5 км расположено село Ковалёво,
ниже по течению примыкает село Терны,
на противоположном берегу — село Малая Рублёвка.
По селу протекает ручей с запрудой.
К селу примыкают лесные массивы (берёза, сосна).
Через село проходят автомобильные дороги Т-1707 и Т-1722.

## История
- Упоминается в XVII—XVIII веках как сотенное местечко Ахтырского полка с крепостью.
- Село указано на карте частей Курского, Тульского, Орловского и других наместничеств 1787 года[2]
- Слобода Рублевка[3] разделилась по речке Мерва на Великую Рублёвку[4] и Малую Рублёвку[5], после 1880 присоединена Трухановка[6]

## Экономика
- Сельхозкооператив «Великорублевский».

## Объекты социальной сферы
- Школа.

## Известные люди
- Заец, Анастасия Дмитриевна (1918—1976) — Герой Социалистического Труда.
- Петренко, Дмитрий Филиппович (1908—1940) — Герой Советского Союза, родился в селе Великая Рублевка.